# 아트 오브 워 (영화)
《아트 오브 워》(영어: The Art of War)는 캐나다와 미국에서 제작된 크리스티앙 뒤게 감독의 2000년 액션 첩보 영화이다. 웨슬리 스나이프스, 도널드 서덜랜드 등이 출연하였고, 니콜라 클레르몽 등이 제작에 참여하였다.

## 출연
- 웨슬리 스나이프스 - SAD 요원 닐 쇼 역
- 도널드 서덜랜드 - UN 사무총장 더글러스 토머스 역
- 모리 체이킨 - FBI 요원 프랭크 커펠라 역
- 앤 아처 - 엘리너 훅스 역
- 마리 마티코 - 줄리아 팽(팡) 역
- 론 위안 - 밍 역
- 마이클 빈 - SAD 요원 로버트 블라이 역
- 케리히로유키 다가와 - 데이비드 챈 역
- 릴리아나 코모로프스카 - SAD 요원 제나 노백 역
- 제임스 홍 - 우 대사 역
- 퍼낸도 치엔 - 정 찌 역

## 기타 제작진
- 공동 제작: 리샤르 랄롱드
- 라인 제작: 피퇴르 브레
- 협력 제작: 알랑 추
- 배역: 로지나 부치, 비라 밀러, 나디아 로나
- 미술: 앤 프리처드
- 세트: 폴 호티, 지네트 로비타유
- 의상: 오데트 가두리

## 우리말 녹음
SBS 성우진 (2002년 12월 22일)
- 김준 - 쇼(웨슬리 스나이프스)
- 장유진 - 훅스(앤 아처)
- 온영삼 - 커펠라(모리 체이킨)
- 이현선 - 줄리아(마리 마티코)
- 윤병화 - 챈(케리히로유키 다가와)
- 홍승섭 - 블라이(마이클 빈)
- 김정호 - UN 사무총장(도널드 서덜랜드)
- 문영래
- 임은정
- 박규웅
- 박미선
- 전인배
- 임아영
- 이원준